# Trachypithecus margarita
Trachypithecus margarita is een zoogdier uit de familie van de apen van de Oude Wereld (Cercopithecidae). De wetenschappelijke naam van de soort werd voor het eerst geldig gepubliceerd door Daniel Giraud Elliot in 1909.

## Voorkomen
De soort komt voor in zuidelijk Vietnam, Laos en oostelijk Cambodja.